# Farouk Zehar
Farouk Zehar (* 1939) ist ein algerischer Schriftsteller und Journalist.
Zehar studierte in der Schweiz. Er war in verschiedenen Anstellungen tätig und arbeitete als Journalist, Versicherungsinspektor, Barkeeper, Privatlehrer und Gepäckträger. Zehar veröffentlichte Erzählungen in Zeitschriften.

## Werke (Auswahl)
- Peloton de tête, Erzählungen, 1965
- Der Kotlettdieb, Kurzgeschichte, 1969, aus dem Französischen von Bernd Schirmer ins Deutsche übersetzt.